# بحر الزبد

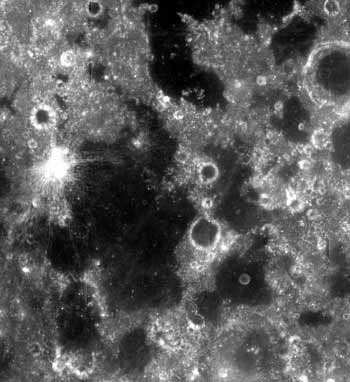
بحر الزبد

بحر الزبد (باللاتينية: Mare Spumans) هو بحر قمري يقع جنوبي بحر الأمواج على الجانب القريب من القمر؛ ويقدر قطر فوهة هذا البحر بحوالي 140 كم.
يوجد في هذا البحر فوهة قمرية تعود تسميتها KAMP إلى رائد الفضاء مايكل كولنز أثناء حملة أبولو 11.